# گورستان قدیمی مرودشت
گورستان قدیمی مرودشت مربوط به سده‌های متاخر دوران‌های تاریخی پس از اسلام است و در مرودشت، خیابان منتهی به گلزار شهدای شهر، گورستان قدیمی شهر واقع شده و این اثر در تاریخ ۱۸ شهریور ۱۳۸۷ با شمارهٔ ثبت ۲۳۴۲۰ به‌عنوان یکی از آثار ملی ایران به ثبت رسیده است.